# Bathybates leo
Bathybates leo är en fiskart som beskrevs av Poll, 1956. Bathybates leo ingår i släktet Bathybates och familjen Cichlidae. IUCN kategoriserar arten globalt som livskraftig. Inga underarter finns listade.